# Комиссаров, Валерий Яковлевич
Вале́рий Я́ковлевич Комисса́ров (род. 12 апреля 1965, Харьков, Украинская ССР, СССР) — российский телеведущий,  режиссёр кино, телепродюсер и телевидения. Бывший член партии «Единая Россия», бывший депутат Государственной думы (1999—2011), 25 февраля 2011 года досрочно сложил депутатские полномочия. Создатель и владелец (до 2010 года) бренда продуктов питания «Моя Семья».

## Биография
Родился 12 апреля 1965 года в Харькове. В 1987 году окончил МИСиС, а также Институт повышения квалификации работников телевидения и радиовещания по специальности «режиссёр». С 1987 года работал на Люблинском литейно-механическом заводе и в Государственном институте проектирования металлургических предприятий (ГИПРОМЕЗ).
В 1988 году поступил на должность администратора Молодёжной редакции Центрального телевидения Гостелерадио СССР. В 1989—1992 годах — специальный корреспондент программы «Взгляд», избирался секретарём комсомольской организации Молодёжной редакции.
С ноября 1993 по март 1995 года — автор и ведущий программы «Канал иллюзий» (производство АТВ) на 1-м канале Останкино. Далее перешёл на МТК, где с апреля 1995 по июль 1996 года последовательно вёл передачи «Мужские и женские истории» и «Клуб откровенных мужчин».
С июля 1996 по август 2003 года — автор и ведущий программы «Моя семья» на телеканале ОРТ, с 1998 года — на РТР (позже — на телеканале «Россия», нынешнем канале «Россия-1»). Комиссаров говорил, что его программа «показывает, как надо жить и как не надо, позволяет делиться опытом, даёт какие-то советы, отвечает на вопросы. Мне очень хочется, чтобы в каждой семье царили покой, умиротворение, супружеская идиллия». Также являлся автором и ведущим программ «Марьина роща» (1998) и «Идеальный мужчина» (2001) на том же канале. Был президентом общероссийского движения «Моя семья» (1998—2001). Помимо этого, является автором и продюсером программ «На здоровье!», «Семейные новости», «Что хочет женщина?», «Девичьи слёзы», «Бремя денег», «Дом», «Служба личных новостей», а также квалифицированных публикой как скандальные программы: псевдоток-шоу «Окна» и реалити-шоу «Дом-2».
В 1997 году Комиссаров снял как режиссёр картину «Корабль двойников» с Владимиром Жириновским в главной роли.
С 1999 по 2011 год занимался политикой; избирался депутатом Государственной думы Федерального собрания Российской Федерации III, IV и V созывов. В нижней палате парламента являлся председателем комитета по информационной политике, входил в состав правительственной комиссии по развитию телерадиовещания. На президентских выборах 2000 года являлся доверенным лицом кандидата Владимира Путина.
По собственному признанию, является ортодоксальным православным христианином. В 2005 году стал попечителем строительства нового Храма Рождества Христова в Немчиновке. Валерия Комиссарова называют ктитором (старостой) немчиновского храма.
Создатель и до 2010 владелец бренда продуктов питания «Моя Семья». 25 февраля 2011 года досрочно сложил депутатские полномочия.
В 2011 году начал выпускать реалити-шоу «Мама в законе» на телеканале «Перец». Далее выпускал телешоу «Машина», скетч-шоу «Счастливый конец» для «Перца», а также ежедневное ток-шоу «#Яправа» для телеканала «Ю».
С 16 ноября по 30 декабря 2015 года — режиссёр и ведущий программы «Наш человек» на телеканале «Россия-1».
С 14 февраля по 22 марта 2020 года — автор, продюсер и соведущий реалити-шоу «Битва престолов» на видеосервисе Megogo.

## Личная жизнь
Вторая жена (с 1996 года) — Алла Комиссарова, в прошлом — редактор программы «Моя семья». Есть пять детей — Валерия (от первого брака, р. 1991), Мария и Валерий (р. 1997), Александра (р. 2013) и Елизавета (р. 2015).

## Награды
- Орден Почёта (8 ноября 2007 года) — за заслуги в законотворческой деятельности, укреплении и развитии российской государственности[29]